# مجسمه تراژان، تاور هیل

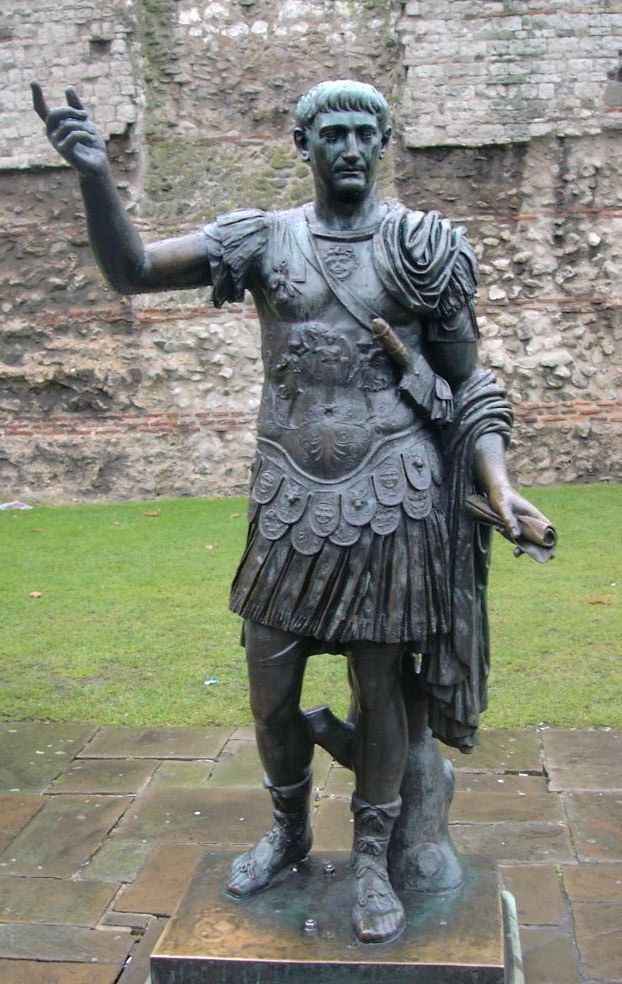
مجسمه در سال ۲۰۱۰

مجسمه تراژان (انگلیسی: Statue of Trajan, Tower Hill) در تاور هیل، لندن، انگلستان است و از اواخر قرن هجدهم میلادی در فضایی باز نصب شده‌است.
تندیس برنزی امپراتور روم تراژان، در مقابل یک بخش از دیوار لندن که توسط رومی‌ها ساخته شده واقع است و او را با سر برهنه با پوشش زره کوتاه در حالی که طوماری در دست چپ دارد و دست راست خود را بلند کرده نشان می‌دهد.
پلاک پائین آن به صورت کتیبه است و در بخشی از آن نوشته شده:
امپراتور روم تراژان / ۹۸–۱۱۷ بعد از میلاد مسیح ... هیچ اطلاعاتی در مورد مجسمه‌ساز یا تاریخ دقیق وجود ندارد.